# Chiesa di Santa Maria della Rosa (Milano)
La chiesa di Santa Maria della Rosa era una chiesa di Milano. Situata nella zona dell'attuale piazza Pio XI, fu demolita nel 1829.

## Storia
La chiesa fu costruita a partire dall'anno 1480 per ordine dei frati domenicani, che necessitavano di una sede del loro operato più centrale nella città, dato che allora risiedevano nella chiesa di Santa Maria delle Grazie, allora fuori dalle mura della città. La chiesa subì importanti restauri prima a partire dall'anno 1574 e nel 1714. La chiesa fu vittima delle soppressioni napoleoniche nel 1798, che espropriò la chiesa ai padri domenicani e sconsacrata; avvenimenti a cui seguitò la confisca e la dispersione di gran parte delle opere della chiesa. La chiesa fu assegnata alla Società Patriottica, fino alla richiesta di acquisto dell'area da parte dell'Ambrosiana. La chiesa, che veniva descritta come "abbandonata e cadente" fu quindi demolita a partire dall'anno 1829 per consentire l'ampliamento della Biblioteca e della Pinacoteca Ambrosiana.

## Architettura
La chiesa si presentava dall'esterno relativamente spoglia, e non ebbe mai la facciata compiuta: la chiesa peraltro presentava solo due ingressi posti sui lati di quest'ultima, i quali erano in posizione opposta l'una all'altra nell'aula ed erano ricavati da spazi altrimenti dedicati alle cappelle. L'interno era diviso, secondo i disegni della chiesa prima della demolizione, in una sola navata fiancheggiata da quattro cappelle per lato (più lo spazio di un ingresso per ciascun lato): la pianta era frutto di un rifacimento operato tra il 1574 e il 1593 da Martino Bassi. Il soffitto a falde era sostenuto da travi di legno. La chiesa originaria è talvolta attribuita da fonti cinquecentesche al Bramante, tuttavia il progetto è di poco precedente al primo lavoro dell'artista a Milano e comunque bollata come priva di ogni fondamento secondo la critica moderna. La chiesa misurava 42x28 metri; la lunghezza fu poi aumentata a 54 metri grazie a degli ampliamenti del 1714, in cui venne aggiunta l'abside.
Come già detto, con le soppressioni napoleoniche le opere presenti nella chiesa furono trafugate e disperse. Il Latuada documentava nella sua descrizione della chiesa opere di Camillo Procaccini, Paolo Camillo Landriani e dei Fiammenghini. La Nuova guida della città di Milano del 1783 segnalava con più precisione: un quadro raffogurante San Giorgio a cavallo ed altre istorie del suddetto Santo del Procaccini; una tavola con San Simeone col Bambino fra le braccia del milanese Ambrogio Figino; una tavola con Santa Rosa del milanese Federico Panza; un San Lodovico Bertrandi con altri due Santi e Cristo in gloria di Andrea Lanzani; un quadro posto nella Cappella del Santissimo Rosario di Martino Cignaroli detto il Veronese; una Beata Vergine con il Bambino, Sant'Antonio da Padova e San Pietro martire del milanese Filippo Abbiati.   Tra gli affreschi staccati dalla chiesa prima della demolizione si segnalano quattro pezzi di Scuola Lombarda, talvolta attribuiti a Donato Montorfano:
- Santa Caterina da Siena
- Ritratto del vescovo Bartolomeo da Berganza di Vicenza
- Santo vescovo
- Santa monaca

Si segnala infine, tra le poche opere della chiesa recuperate, l'olio su tela del Cristo in gloria e i santi Vincenzo Ferreri, Tommaso d'Aquino e Ludovico Bertran di Andrea Lanzani, oggi alla chiesa di San Vito in Pasquirolo, ritrovato dopo varie ricerche alle Galleria dell'Accademia.